# Io...Gigi Finizio
Io...Gigi Finizio è il sedicesimo album di Gigi Finizio, pubblicato nel 1992.

## Tracce
1. Stefany
2. Nun riattaccà
3. Si me vuò lassà
4. E m'annamore 'e te
5. Comme me manche
6. 'Na cammenata a Mergellina
7. Quante abitudini
8. E dint'a nuie
9. Colpa tua,colpa mia
10. Nun riattaccà 2